# Ким Суперплюс
„Ким Суперплюс“ (на английски: Kim Possible) е американски анимационен сериал, създаден от Walt Disney Television Animation в периода 2002 – 2007 г.

## Сюжет
В сериала се разказва за Ким Суперплюс, тийнейджърка и боец срещу престъпността, което непрекъснато трябва да се справя и с широкия свят, семейството, и ежедневните объркващи ситуации в училище. Тази анимация е представена като екшън, но също има безгрижна атмосфера и чести усмивания на конвенциите и клишетата на тайния агент. Тя се бори за справедливост в екип със своя приятел Рон Стойситук, също тийнейджър и неин съученик. Най-често Рон и Ким влизат в двубой срещу Д-р Дракон, Шиго, Дъф Килиган, Сеньор Старши Старши и Маймун Зъл.
Въпреки необичайните занимания на Ким, тя има много приятели, участва в клуба за мажоретки, излиза на срещи с момчета и се вмества идеално в училищния живот. Сред останалите главни герои във филма са Моник, която ѝ е приятелка и съученичка и работи като продавачка в магазина на „Клуб Банана“, и Бони, която играе с нея в училищния клуб по мажоретство и не може да понесе мисълта, че Ким е по-добра от нея в нещо.

## Герои
- Ким Суперплюс – главната героиня и супергерой. Тя спасява света от злодеи като Доктор Дракон и асинтентката му Шиго. Озвучава се от Кристи Карлсън Романо.
- Рон Стойситук – най-добрия приятел на Ким, който става и нейно гадже. Озвучава се от Уил Фрайдел.
- Уейд – Той инструктира Ким за мисиите. Озвучава се от Тадж Моури.
- Руфъс – домашният любимец на Рон. В някои случаи той е помагал на Ким и Рон да се спасят от капаните на Доктор Дракон. Озвучава се от Нанси Картрайт.
- Мама/Ан Суперплюс – майката на Ким. С Ким си приличат много по външния вид. ОЗвучава се от Джийн Смарт.
- Татко/Джеймс Суперплюс – бащата на Ким. Той е строг, но не много. Озвучава се от Гари Коул.
- Бони – съученичка на Ким и заедно са в мажоретния състав. Бони мисли само за мода. Озвучава се от Кирстен Стормс
- Джим и Тим – братята близнаци на Ким. Джим е със зелена блуза, а Тим с червена. Озвучават се от Шон Флеминг.

## В България
В България първи сезон е излъчен през 2005 г. по Канал 1, като е последван от част от втория. Дублажът е синхронен и е на студио Александра Аудио.
През октомври 2008 г. Jetix започва излъчване от първи сезон на български (а преди това от 11 август на английски) със същия дублаж, тъй като той е продуциран от Disney Character Voices International. Втори сезон е озвучен през 2005 г. за излъчване по Канал 1 и е повторен след четири години прекъсване по Disney Channel от 19 септември 2009 г. В трети сезон, актьорският състав претърпява значителни промени.
На 19 юни 2010 г. започва четвърти сезон по TV7, всяка събота и неделя от 08:00. Ролите се озвучават от Мина Костова, Мими Йорданова, Петя Абаджиева, Цанко Тасев, Кристиян Фоков и Живко Джуранов.

### Синхронен дублаж(сезони 1 – 3)
| Роля                                                       | Изпълнител |
| ---------------------------------------------------------- | --- |
| Ким Суперплюс                                              | Венцислава Стоилова |
| Рон Стойситук                                              | Анислав Лазаров |
| Уейд                                                       | Мариан Бачев (сезони 1 – 2) Росен Русев (сезон 3) |
| Д-р Дракон                                                 | Николай Пърлев |
| Шиго                                                       | Евгения Василева (сезон 1 – 2) Надя Полякова (сезон 3)                                                                                                   |
| Д-р Ан Суперплюс                                           | Светлана Смолева |
| Джеймс Суперплюс                                           | Мариан Маринов (сезон 1) Радослав Рачев (сезон 2) Георги Спасов (сезон 3)                                                                                |
| Бони Рокуелър                                              | Лина Шишкова |
| Руфъс                                                      | Поликсена Костова |
| Джим и Тим Суперлюс                                        | Живко Станев |
| Майката на Рон Елса Клийг                                  | Василка Сугарева |
| Бащата на Рон                                              | Илия Иванов (сезон 1) Илиян Пенев (сезон 2) Мартин Герасков (сезон 3)                                                                                    |
| Моник                                                      | Поля Цветкова (сезон 1) Цветослава Симеонова (сезон 2)                                                                                                   |
| Господин Баркин                                            | Георги Тодоров |
| Бабата на Ким                                              | Наталия Бардская |
| Майката на Уейд                                            | Василка Сугарева (сезон 1) Петя Абаджиева (сезон 2) |
| Маймун Зъл                                                 | Любомир Младенов (сезони 1 – 2) Петър Калчев (сезон 3)                                                                                                   |
| Професор Дементор                                          | Сава Пиперов (сезони 1 – 2) Стоян Алексиев (сезон 3) |
| ДНК Ани                                                    | Даринка Митова |
| Сеньор Старши Старши                                       | Стоян Алексиев (сезони 1 – 2) Георги Тодоров (сезон 3)                                                                                                   |
| Сеньор Старши Младши                                       | Тодор Георгиев |
| Адрена Лин                                                 | Ирина Маринова |
| Брик Флаг                                                  | Ангел Генов (сезони 1 – 2) Георги Спасов (сезон 3) |
| Джош Манки                                                 | Ангел Генов |
| Бритина                                                    | Йорданка Илова |
| Йошико Д-р Директор                                        | Петя Абаджиева |
| Тара Зита Флорес                                           | Здрава Каменова |
| Гил                                                        | Кирил Бояджиев |
| Крал Уолъс Професор Силван Грийн                           | Стефан Стефанов |
| Принц Уоли                                                 | Даниел Ангелов |
| Дъф Килиган                                                | Петър Върбанов |
| Агент Готин Съм                                            | Димитър Иванчев |
| Татето Брадърсън                                           | Христо Узунов |
| Чичко Паричко                                              | Стефан Сърчаджиев-Съра |
| Нед                                                        | Цанко Тасев Кирил Бояджиев (сезон 2) Петър Бонев (сезон 3)                                                                                               |
| Майката на Д-р Дракон Г-ца Уисп                            | Ива Апостолова |
| Малкълм                                                    | Румен Угрински |
| Хиго                                                       | Ивайло Велчев |
| Филип Бульон                                               | Георги Георгиев |
| Амилия                                                     | Александра Сърчаджиева |
| Руфъс от бъдещето Джак Хенч                                | Ивайло Велчев |
| Д-р Фен                                                    | Ненчо Балабанов |
| Роланд Понд                                                | Илиян Пенев |
| Ники Ник                                                   | Кирил Бояджиев |
| Тимъти Норт/Порът шемет                                    | Марин Янев |
| Сенсей                                                     | Марин Янев (сезон 1) Стоян Алексиев (сезон 3) |
| Фукушима                                                   | Станислав Димитров |
| Франсоа                                                    | Тодор Николов (сезон 1) Кирил Бояджиев (сезон 2) |
| Биби роботи                                                | Здрава Каменова (сезон 1) Ася Рачева (сезон 2) |
| Диктори (за споменаване на озвучаващите артисти в сериала) | Христо Бонин (сезон 1 – 3) Станислав Димитров (сезон 2)                                                                                                  |
| Допълнителни гласове (сезони 1 – 2)                        | Христо Бонин Илиян Пенев Цветан Ватев Станислав Димитров Елена Бозова Соня Костадинова Илия Иванов Симона Нанова Грета Михайлова Мина Иванова Явор Каров |
| Допълнителни гласове (сезон 3)                             | Варвара Панкова Красимира Кузманова Росен Русев Христо Бонин Георги Иванов Константин Лунгов Петър Бонев                                                 |
| Вокален изпълнител („Дай ми знак и после само виж как“)    | Венцислава Стоилова |

| Обработка                       | Александра Аудио                                                                   |
| ------------------------------- | ---------------------------------------------------------------------------------- |
| Режисьор на дублажа             | Петя Абаджиева Анатоли Божинов (сезон 3)                                           |
| Преводачи                       | Тодор Николов Милена Сотирова Нина Гавазова Вилма Стоянова Явор Димитров (сезон 3) |
| Български текст на песните      | Десислава Софранова                                                                |
| Тонрежисьори                    | Виктор Стоянов Пламен Чернев Пламен Пенев (сезон 3)                                |
| Творчески ръководител           | Венета Янкова                                                                      |
| Продуцент на българската версия | Disney Character Voices International                                              |

## Списък с епизоди
- Премиера в България
  - 1 сезон (1 – 21) – 2005 г. (Канал 1); 11 август 2008 г. (Jetix)
  - 2 сезон – 2005 г. (Канал 1); 19 септември 2009 г. (Disney Channel)

Забележка: Българските заглавия се четат на глас в самия епизод, но в някои епизоди поради липса на време се пропускат.
| Премиера (Jetix)          | № по ред на излъчване в САЩ | № по ред на продукция | Оригинално заглавие                            | Българско заглавие                                                              |
| ------------------------- | --------------------------- | --------------------- | ---------------------------------------------- | ------------------------------------------------------------------------------- |
| Първи сезон               |                             |                       |                                                |                                                                                 |
| 2008                      | 01                          | 113                   | Crush                                          | Любов                                                                           |
| 2008                      | 02                          | 111                   | Sink or Swim                                   | Пей или Плувай                                                                  |
| 2008                      | 03                          | 105                   | The New Ron                                    | Новият Рон                                                                      |
| 2008                      | 04                          | 101                   | Tick-Tick-Tick                                 | Тик-Тик-Тик!                                                                    |
| 2008                      | 05                          | 116                   | Downhill                                       | Надолу по хълма                                                                 |
| 11.08.2008                | 06                          | 102                   | Bueno Nacho                                    | Буено Начо                                                                      |
| 2008                      | 07                          | 112                   | Number One                                     | Номер 1                                                                         |
| 2008                      | 08                          | 106                   | Mind Games                                     | Размяна на мозъци                                                               |
| 2008                      | 09                          | 104                   | Attack of the Killer Bebes                     | Атаката на убийствените Бибита                                                  |
| 2008                      | 10                          | 107                   | Royal Pain                                     | Кралска надпревара                                                              |
| 2008                      | 11                          | 117                   | Coach Possible                                 | Треньор Суперминус                                                              |
| 2008                      | 12                          | 118                   | Pain King vs. Cleopatra                        | Цар Болка срещу Клеопатра                                                       |
| 2008                      | 13                          | 103                   | Monkey Fist Strikes                            | Атаката на Маймун Зъл                                                           |
| 02.2009                   | 14                          | 121                   | October 31st                                   | Вси светии                                                                      |
| 2008                      | 15                          | 110                   | All the News                                   | Всичко е новина                                                                 |
| 02.2009                   | 16                          | 119                   | Kimitation Nation                              | Кимитация на нацията                                                            |
| 2008                      | 17                          | 108                   | The Twin Factor                                | Двойна заплаха                                                                  |
| 2008                      | 18                          | 109                   | Animal Attraction                              | Животинско привличане                                                           |
| 02.2009                   | 19                          | 114                   | Monkey Ninjas in Space                         | Маймуни нинджа в космоса                                                        |
| 02.2009                   | 20                          | 120                   | Ron the Man                                    | Рон мъжкарят                                                                    |
| 2008                      | 21                          | 115                   | Low Budget                                     | Нискобюджетен                                                                   |
| Премиера (Disney Channel) | № по ред на излъчване в САЩ | № по ред на продукция | Оригинално заглавие                            | Българско заглавие                                                              |
| Втори сезон               |                             |                       |                                                |                                                                                 |
| 05.02.2010                | 22                          | 206                   | Naked Genius                                   | Голият гений                                                                    |
| 19.09.2009                | 23                          | 203                   | Grudge Match                                   | Големият сваляч                                                                 |
| 09.2009                   | 24                          | 205                   | Two To Tutor                                   | Частни уроци                                                                    |
| 27.05.2009                | 25                          | 201                   | The Ron Factor                                 | Факторът „Рон“                                                                  |
| 09.2009                   | 27                          | 207                   | Rufus In Show Adventures In Rufus-Sitting      | Руфъс на Шоу Приключение с Руфъс                                                |
| 08.02.2010                | 28                          | 211                   | Job Unfair                                     | Лоша работа                                                                     |
| 09.2009                   | 29                          | 210                   | The Golden Years                               | Златни години                                                                   |
| 19.09.2009                | 30                          | 204                   | Virtu-Ron                                      | Виртуалният Рон                                                                 |
| 01.02.2010                | 31                          | 209                   | The Fearless Ferret                            | Порът-шемет                                                                     |
| 26.02.2010                | 32                          | 225                   | Exchange                                       | Размяна                                                                         |
| 06.05.2010                | 33                          | 217                   | Rufus vs. Commodore Puddles Day Of The Snowmen | Руфъс срещу Пудела командос Ден на снежните човеци (не е излъчван на български) |
| 18.05.2010                | 34                          | 218                   | A Sitch in Time (Part One: Present)            | Пътуване във времето: настояще                                                  |
| 04.05.2010                | 35                          | 219                   | A Sitch in Time (Part Two: Past)               | Пътуване във времето: минало                                                    |
| 09.2009                   | 37                          | 215                   | A Very Possible Christmas                      | Коледата на семейство Суперплюс                                                 |
| 19.02.2010                | 38                          | 212                   | Queen Bebe                                     | Кралица Биби                                                                    |
| 22.02.2010                | 39                          | 221                   | Hidden Talent                                  | Скрит талант                                                                    |
| 11.05.2010                | 40                          | 222                   | Return to Wannaweep                            | Завръщане в лагер „Иде ми да ревна“                                             |
| 12.02.2010                | 41                          | 214                   | Go Team Go                                     | Напред, екип Го!                                                                |
| 03.06.2010                | 42                          | 224                   | The Full Monkey                                | Изцяло маймуна                                                                  |
| 13.05.2010                | 43                          | 223                   | Blush                                          | Изчервяване                                                                     |
| 09.2009                   | 44                          | 202                   | Partners                                       | Партньори                                                                       |
| 02.06.2010 (00:00 часа)   | 45                          | 226                   | Oh Boyz                                        | Момчетата „О“                                                                   |
| 20.05.2010                | 47                          | 216                   | Mother's Day                                   | Денят на майката                                                                |
| 15.02.2010                | 48                          | 208                   | Motor Ed                                       | Мотор Ед                                                                        |
| 25.05.2010                | 49                          | 228                   | Ron Millionaire                                | Рон – милионер                                                                  |